# Velîkîi Oleksîn (Șpaniv), Rivne
Velîkîi Oleksîn (în ucraineană Великий Олексин) este un sat în comuna Șpaniv din raionul Rivne, regiunea Rivne, Ucraina.

## Demografie
Componența lingvistică a localității Velîkîi Oleksîn
     Ucraineană (98,07%)
     Rusă (1,89%)
     Alte limbi (0,04%)
Conform recensământului din 2001, majoritatea populației localității Velîkîi Oleksîn era vorbitoare de ucraineană (98,07%), existând în minoritate și vorbitori de rusă (1,89%).